# Ridder
Ridder (kasachisch und russisch Риддер) ist eine Bergbaustadt im Nordosten Kasachstans. Sie befindet sich im Gebiet Ostkasachstan, unweit der russischen Grenze.

## Geographie
Ridder liegt nordöstlich der Gebietshauptstadt Öskemen. Seine Umgebung wird von den Ausläufern des Altai geprägt. Im Südosten erstrecken sich die Berge des Iwanow-Kamms, im Nordwesten die des Uba-Kamms.

## Bevölkerung
Bei der Volkszählung 1999 hatte Ridder 56.269 Einwohner. Die Volkszählung 2009 ergab für den Ort eine Einwohnerzahl von 50.500. Bei der letzten Volkszählung 2021 lebten 45.859 Menschen in Ridder. Die Fortschreibung der Bevölkerungszahl ergab zum 1. Januar 2025 eine Einwohnerzahl von 44.559.
Im Jahr 1991 zählte die Stadt noch 69.500 Einwohner, aber die nach dem Zerfall der Sowjetunion einsetzende Abwanderung insbesondere der russischen und deutschen Bevölkerung ließ die Zahl stark schrumpfen. Neben der Abwanderung ist auch die natürliche Bevölkerungsentwicklung negativ, pro 1000 Einwohner werden 10,3 Geburten, aber 19,5 Todesfälle registriert (Daten für das Jahr 2003). Der städtische Bezirk Ridder umfasst neben der eigentlichen Stadt auch noch eine städtische Siedlung und elf Dörfer, insgesamt beträgt die Einwohnerzahl 50.871 (1. Januar 2025).
Die Stadt ist auch heute noch stark russisch geprägt, von der Bevölkerung sind 88,1 % Russen, 6,1 % Kasachen, 1,6 % Deutsche, 1,3 % Ukrainer, 1,1 % Tataren, 0,4 % Weißrussen sowie 1,4 % Einwohner anderer Nationalität.
| Einwohnerentwicklung               | Einwohnerentwicklung | Einwohnerentwicklung | Einwohnerentwicklung | Einwohnerentwicklung | Einwohnerentwicklung | Einwohnerentwicklung | Einwohnerentwicklung |
| 1939                               | 1959                 | 1970                 | 1979                 | 1989                 | 1999                 | 2009                 | 2021                 |
| ---------------------------------- | -------------------- | -------------------- | -------------------- | -------------------- | -------------------- | -------------------- | -------------------- |
| 49.974                             | 66.812               | 72.074               | 68.135               | 68.706               | 56.269               | 50.500               | 45.859               |
| Anmerkung: Volkszählungsergebnisse |                      |                      |                      |                      |                      |                      |                      |

## Geschichte
Die Stadt wurde im Jahr 1786 gegründet, nachdem Philipp Ridder (1761–1838) im Auftrag von Zarin Katharina II. vor Ort eine große Mine mit Gold, Silber, Kupfer und Blei entdeckte. Ridder erhielt 1934 die Stadtrechte. Bis zum Jahr 1941 trug sie den Namen Ridder, 1941 wurde Ridder in Leninogorsk umbenannt, die Stadt trug diesen Namen bis ins Jahr 2002, als die offizielle Rückbenennung beschlossen wurde. Im März 2013 fanden in der Gegend um Ridder die Ski-Orientierungslauf-Weltmeisterschaften statt.
In Ridder bestand das Kriegsgefangenenlager 347, Leninogorsk, für deutsche Kriegsgefangene des Zweiten Weltkriegs.
Im Jahr 2022 beschloss ein Ausschuss, zu Ehren Ridders ein Denkmal auf einem Platz in der Innenstadt zu errichten, wo vorher eine Leninstatue stand, die abgetragen wurde. Die Kosten für die 3 m hohe Statue beliefen sich auf 30 Millionen Tenge (etwa 64.000 $). Während einige Einwohner die Statue begrüßten, lehnten andere sie entschieden ab. Eine Diskussion über russische Kolonialisierung fand statt, bis heute (Stand: 26. Juni 2024) wurde die Statue nicht aufgestellt, sondern liegt in einer Halle eingelagert.

## Sehenswürdigkeiten
In Ridder sind ein Heimatmuseum sowie ein Botanischer Garten (Алтайский ботанический сад/Altaiski Botanitscheski Sad) zu besichtigen.

## Wirtschaft
Ridder ist ein Zentrum des Bergbaus und der Buntmetallverarbeitung. Der Konzern Kazzinc hat hier ein Werk zur Erzaufbereitung als auch ein Werk zur Erzverarbeitung; er betreibt auch mehrere Tagebaue in der Umgebung der Stadt. Es gibt holzverarbeitende und Bekleidungsfabriken, ferner Nahrungsmittelindustrie und Maschinenbau.

### Verkehr
Die Europastraße 40 führt von Ridder nach Calais in Frankreich. Sie ist mit mehr als 8 000 Kilometern Länge die längste Europastraße.

## Söhne und Töchter der Stadt
- Alexander Fomin (* 1959), russischer Militär und Politiker
- Wiktorija Afanassjewa (* 1984), Biathletin
- Marina Cukseeva (* 1963), Volleyballspielerin und Trainerin
- Anna Gawrjuschenko (* 1982), Sprinterin
- Iwan Karaulow (* 1980), Skispringer
- Michail Kolganow (* 1980), Mittelstreckenläufer
- Nikolai Karpenko (* 1981), Skispringer
- Jelena Kolomina (* 1981), Skilangläuferin
- Alexander Malyschew (* 1989), Skilangläufer
- Marina Matrossowa (* 1990), Skilangläuferin
- Elina Michina (* 1994), Sprinterin
- Irina Moschewitina (* 1985), Biathletin
- Sergei Naumik (* 1985), Biathlet
- Maxim Odnodworzew (* 1980), Skilangläufer
- Olga Poltaranina (* 1987), Biathletin
- Alexei Poltoranin (* 1987), Skilangläufer
- Roman Ragosin (* 1993), Skilangläufer
- Igor Sakurdajew (* 1987), Skirennläufer
- Jan Sawizki (* 1987), Biathlet
- Marat Schaparow (* 1985), Skispringer
- Anastasia Slonowa (* 1991), Skilangläuferin
- Anna Stojan (* 1993), Skilangläuferin
- Alexander Trifonow (* 1986), Biathlet
- Sergei Tscherepanow (* 1986), Skilangläufer
- Wassili Podkorytow (* 1994), Biathlet
- Wladislaw Witenko (* 1995), Biathlet
- Jelisaweta Belezkaja (* 1996), Biathletin